# George Saunders (Leichtathlet)
George Saunders (George Thomas Saunders; * 29. November 1907; † 30. November 1996) war ein britischer Sprinter.
Bei den British Empire Games 1934 in London wurde er Vierter über 100 Yards und siegte mit der englischen 4-mal-110-Yards-Stafette.
1933 wurde er mit seiner persönlichen Bestzeit von 9,9 s Englischer Meister über 100 Yards.